# Walter Peterson
Walter Ernest Peterson (Blackrock, Dublin, Nagy-Britannia és Írország Egyesült Királysága, 1883. november 7. – ?) olimpiai ezüstérmes ír gyeplabdázó.
A londoni 1908. évi nyári olimpiai játékokon indult, mint gyeplabdázó. Ezen az olimpián négy brit csapat is indult, de mindegyik külön nemzetnek számított. Ő az ír válogatott tagja volt, ami akkoriban az Egyesült Királyság része volt Nagy-Britannia és Írország Egyesült Királysága néven.